# Nokere Koerse 2003
De 41e editie van Nokere Koerse vond plaats op 19 maart 2003. Er verschenen 23 ploegen aan de start. De wedstrijd werd gekenmerkt door een lange vlucht van 8 renners waaronder Andy Capelle, Tom Stremersch, Mathew Hayman en Igor Abakoumov. Onder impuls van Lotto-Domo  en Quick.Step-Davitamon kwam het peloton in de laatste ronde nog terug. In de slotfase ontstond een kleine kopgroep en na 193 km wedstrijd won de Nederlander Matthé Pronk  de sprint voor Magnus Bäckstedt en Hendrik Van Dyck.

## Uitslag
| rang | renner           | land        | ploeg                     | tijd       |
| ---- | ---------------- | ----------- | ------------------------- | ---------- |
| 1    | Matthé Pronk     | Nederland   | Bankgiroloterij           | 4u 24' 00" |
| 2    | Magnus Bäckstedt | Zweden      | Team Fakta                | z.t.       |
| 3    | Hendrik Van Dyck | België      | Palmans - Collstrop       | z.t.       |
| 4    | Dave Bruylandts  | België      | Marlux-Wincor-Nixdorf     | z.t.       |
| 5    | Bert De Waele    | België      | Landbouwkrediet - Colnago | z.t.       |
| 6    | Pieter Vries     | Nederland   | Bankgiroloterij           | z.t.       |
| 7    | Aurélien Clerc   | Zwitserland | Quick Step-Davitamon      | z.t.       |
| 8    | Rudi Kemna       | Nederland   | Bankgiroloterij           | z.t        |
| 9    | Tom Steels       | België      | Landbouwkrediet - Colnago | z.t.       |
| 10   | Danny Daelman    | België      | Palmans - Collstrop       | z.t.       |